# 아사히정 (후쿠이현)
아사히정(朝日町)은 후쿠이현 뉴군에 놓여졌던 정이다. 2005년 2월 1일에 뉴군 미야자키촌,〈구〉에치젠정과 합병해 새로운 에치젠정이 탄생하여, 아사히정은 폐지되었다.

## 지리
후쿠이 현의 중부에 있으며 사바에 시의 서쪽에 위치하고 있었다

## 역사
- 1889년 4월 1일 - 정촌제 시행으로 아사히촌이 성립하였다.
- 1946년 10월 1일 - 아사히촌이 정으로 승격해 아사히정이 되었다.
- 1951년 4월 1일 - 도키와촌의 일부를 편입하였다.
- 1955년 3월 31일 - 이토촌과 합병해 새로운 아사히정이 성립하였다.
- 2005년 2월 1일 - 구 에치젠정과 오타정, 아사히정, 미야자키촌이 합병해 새로운 에치젠정이 성립하였다. 동일 아사히정은 폐지되었다.

## 행정
- 정장 ; 니시야마 요시노부 (西山良忍)

## 교통

### 도로
- 국도 417호선